# (16639) 1993 QD4
(16639) 1993 QD4 est un astéroïde de la ceinture principale d'astéroïdes découvert en 1993.

## Description
(16639) 1993 QD4 a été découvert le 18 août 1993 au Centre de recherches en géodynamique et astrométrie (CERGA), à Caussols en France, par Eric Walter Elst.

### Caractéristiques orbitales
L'orbite de cet astéroïde est caractérisée par un demi-grand axe de 2,30 UA, un périhélie de 2,02 UA, une excentricité de 0,12 et une inclinaison de 2,69° par rapport à l'écliptique. Du fait de ces caractéristiques, à savoir un demi-grand axe compris entre 2 et 3,2 UA et un périhélie supérieur à 1,666 UA, il est classé, selon la JPL Small-Body Database, comme objet de la ceinture principale d'astéroïdes.

### Caractéristiques physiques
(16639) 1993 QD4 a une magnitude absolue (H) de 14,2 et un albédo estimé à 0,102.